# Geocapromys columbianus
Geocapromys columbianus је врста глодара из породице хутија (Capromyidae).

## Распрострањење
Ареал врсте је био ограничен на једну државу.Куба је била једино познато природно станиште врсте.

## Угроженост
Ова врста је наведена као изумрла, што значи да нису познати живи примерци.